# Helmut Krieghofer
Helmut Krieghofer (* 29. November 1951 in Lienz) ist ein ehemaliger österreichischer Politiker (ÖVP) und war von 2012 bis 2018 Landesdirektor des ORF-Landesstudios Tirol. Er war von 1994 bis 2001 Abgeordneter zum Tiroler Landtag.

## Leben
Krieghofer besuchte nach der Volksschule eine Hauptschule und absolvierte bis 1969 die Handelsschule beziehungsweise die Handelsakademie in Lienz. Zudem bildete er sich von 1974 bis 1976 als Radio- und Fernsehjournalist in Wien, Innsbruck und München weiter.
Beruflich war Krieghofer bis 1969 als Redakteursaspirant beim Osttiroler Boten tätig, des Weiteren absolvierte er ein Volontariat bei den Salzburger Nachrichten. Er arbeitete von 1971 bis 1974 als Redakteur des Osttiroler Boten und war Freier Mitarbeiter des ORF Tirol sowie des ORF Wien. In der Folge war er zwischen 1975 und 1991 als Radio- und Fernsehredakteur für den ORF Tirol aktiv. 1980 wurde Krieghofer in den Redakteursrat gewählt, zudem wurde er Chef vom Dienst im „Aktuellen Dienst“ für Radio und Fernsehen. Ab 1988 war er mit der Konzeption beziehungsweise Moderation von „Tirol Heute“ betraut und präsentierte am 2. Mai 1988 die erste Sendung. Er begrüßte damals die Zuschauer mit den Worten „schaun' Sie sich die Sache einmal an“.
Krieghofer war auch Leiter der Fernsehredaktion von ORF Tirol. 1991 wechselte er den Beruf und wurde Hauptgeschäftsführer der Tiroler Volkspartei. Diese Position hatte er bis zum Jahr 2000 inne.
Am 5. April 1994 wurde Krieghofer als Abgeordneter des Tiroler Landtags angelobt und gehörte dem Landtag bis zum 30. September 2001 an. Er zog jeweils über den Wahlkreis Lienz in den Landtag ein. Als Landtagsabgeordneter war er Mitglied im Ausschuss für Föderalismus und Europäische Integration, Mitglied im Ausschuss für Kunst, Kultur, Schule und Sport, Mitglied im Ausschuss für Soziales und Gesundheit, Mitglied im Immunitäts- und Unvereinbarkeitsausschuss, Mitglied im Tourismusausschuss und Mitglied im Notstandsausschuss. Zudem war er zwischen 1994 und 2001 Mediensprecher der Tiroler Volkspartei und von 1996 bis 2001 Bezirksparteiobmann der Tiroler Volkspartei im Bezirk Lienz. Darüber hinaus fungierte Helmut Krieghofer von 2010 bis 2011 als ORF-Stiftungsrat und ist seit 2001 Präsident des Skipool Tirol.
Von Oktober 2001 bis Dezember 2011 war er Landesdirektor der Uniqa-Versicherung. Am 15. September 2011 wurde er mit 1. Jänner 2012 zum Landesdirektor des ORF-Landesstudios Tirol bestellt. 2018 wurde bekannt, dass Krieghofer mit Ende des Jahres den ORF verlassen und in den Ruhestand gehen wird. Als Landesdirektor des ORF Tirol folgte ihm mit 1. Jänner 2019 Robert Unterweger nach.
Sein jüngerer Bruder ist der Philosoph und Zitatforscher Gerald Krieghofer.

## Herausgeberschaft
- Da isch's Glück dahoam. Das Radio-Tirol-Mundartlesebuch für Tiroler und andere Menschen. Haymon-Verlag, Innsbruck 2014. ISBN 978-3-7099-7153-6.
- Tirol persönlich erzählt. Zeitzeugen im Gespräch. Österreichischer Rundfunk, Landesstudio Tirol. Haymon-Verlag, Innsbruck 2014. ISBN 978-3-7099-7186-4.